# Chiemsee

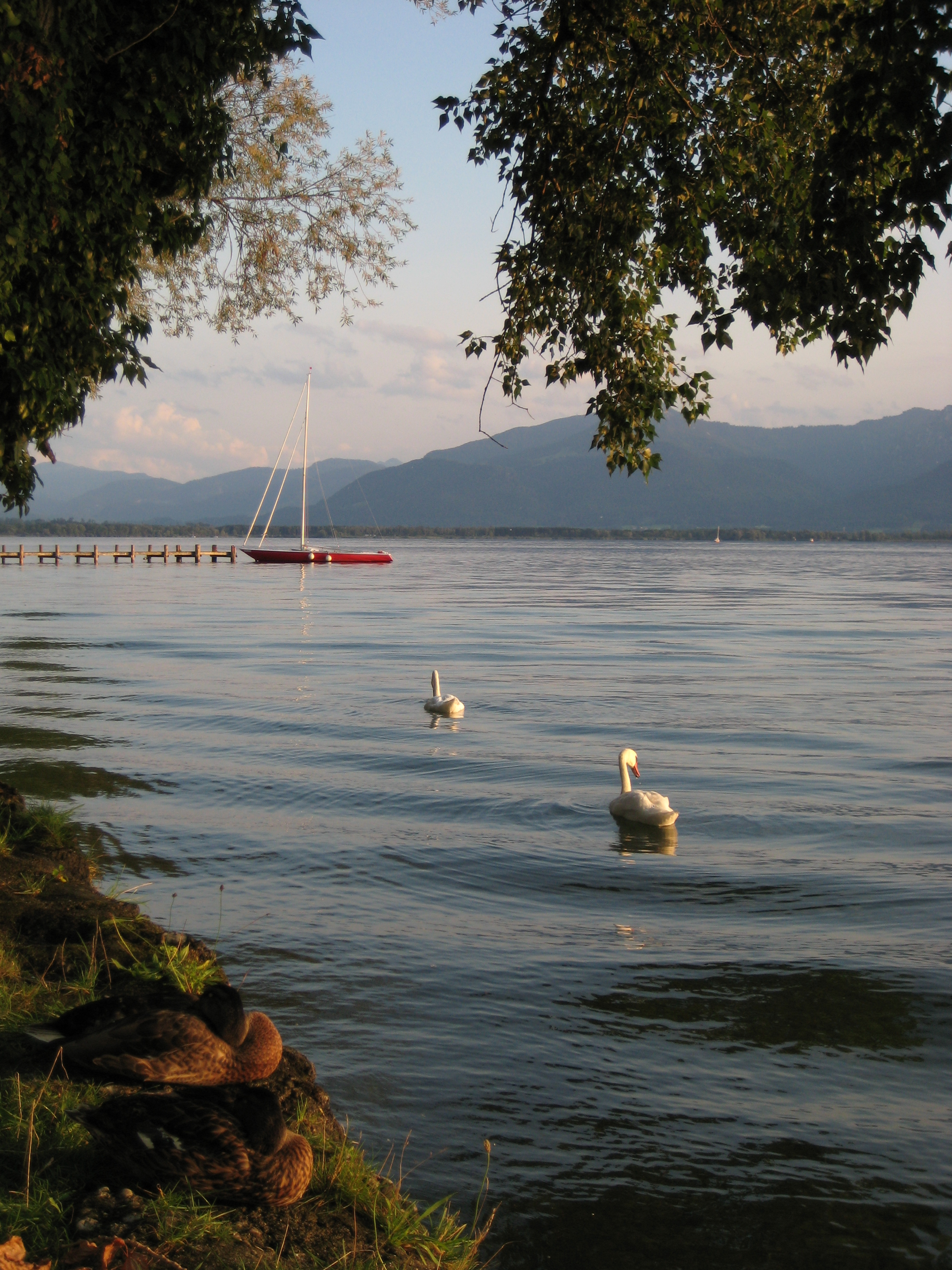
Vedere de pe Fraueninsel asupra lacului Chiemsee

Chiemsee (pronunție în germană [ˈkiːmzeː]) este un lac de apă dulce din Bavaria (Germania), între Rosenheim (Germania) și Salzburg (Austria). El este adesea numit Marea bavareză. Are o suprafață de 79,9 km², fiind cel mai mare lac din Bavaria și al treilea lac (după Bodensee și Müritz)  ca suprafață din Germania; cu toate acestea, lacul Starnberg dispune de un volum de apă mai mare.
Râurile Tiroler Achen și Prien se varsă în lac; râul Alz își ia apele din lac. Chiemsee este împărțit în partea de nord, mai mare, cea de nord-est, numită Weitsee, și Inselsee, în sud-vest. Regiunea din jurul lacului Chiemsee este Chiemgau și este o celebră zonă de recreere.
Chiemsee are un volum de 2.047.840.000 m³, o circumferință de 63,96 km (țărmul cu tot cu insule are 83 km). Bazinul lacului este de 1,398.56 km², din care 605 km² în Bavaria. Insulele de pe lac sunt Herreninsel (238 ha), Fraueninsel (15,5 ha) și Krautinsel (3,5 ha), care aparțin de comuna Chiemsee, precum și insulița Schalch (22 m²).
Se presupune că lacul, localitatea Chieming și întreaga zonă Chiemgau au fost denumite după niște conți cu numele de Chiemo.

## Formare
Chiemsee s-a format ca și multe alte lacuri prealpine la sfârșitul ultimei ere glaciare, adică cu aproximativ 10.000 de ani în urmă, când s-a topit un ghețar. Lacul a avut inițial o suprafață de aproape 240 km², care era de aproximativ trei ori mai mare decât suprafața actuală a lacului. În timp de 100 de ani, suprafața lacului s-a redus cu aproximativ 200 ha. Înainte de 1904, nivelul apei a scăzut cu aproximativ un metru. Ca urmare, suprafețe mari au fost asanate.

## Geografie
Cel mai mare afluent al lacului este Tiroler Achen, iar singurul defluent Alz. Afluenții Tiroler Achen și Prien aduc nisip și pietriș în lac, astfel că acesta se colmatează treptat.
Peisajul din jurul lacului Chiemsee, Chiemgau este una dintre zonele cele mai populare de agrement din Bavaria. Farmecul pitoresc al lacului Chiemsee este cauzat de imediata apropiere a munților din Chiemgau (Hochfelln, Hochgern, Hochplatte și Kampenwand). Lacul este protejat prin Convenția internațională de la Ramsar.
În partea de vest, la nord de Herreninsel, Chiemsee conține golfuri adânci, de la vest la est:
- Schafwaschener/Aiterbacher Winkel
- Kailbacher Winkel
- Mühlner Winkel

Între aceste golfuri, sunt peninsule care intră în lac.
Chiemsee este împărțit în zona deschisă Weitsee în nord-est (cu golful Chieming în est) și zona Inselsee în sud-vest. În timp ce principalele trei insule aparțin comunei Chiemsee și Districtului Rosenheim, aproape întreaga suprafață a lacului (luciul de apă) cu mica insulă Schalch și cu mlaștinile asanate din delta râului Tiroler Achen sunt teritorii neincorporate ale districtului Traunstein. Irschener Winkel, un mic golf din sud, la gura de vărsare a râului Bernauer Ache, aparține comunei Bernau am Chiemsee. Aiterbacher Winkel, un mic golf din partea de sud-vest, aparține comunei Rimsting. Limita districtelor se află exact pe malul vestic al lacului, cu variații în golfurile menționate anterior. Lacul este proprietatea landului Bavaria, care îl administrează prin Bayerische Verwaltung der staatlichen Schlösser, Gärten und Seen.
La 24 noiembrie 1989 au fost inițiate lucrări de canalizare circulară pe malurile lacului Chiemsee cu un cost total de 280 de milioane de mărci. Înainte de construcția canalului inelar aproximativ 115 de tone de fosfat erau deversate anual în lac. Cele două ramuri ale conductei cu lungime de 68 km se unesc la Prien. De acolo, apa uzată este trimisă la o instalație de tratare aflată la 4,5 km, apoi curge 9 km și se varsă în râul Inn.

## Insule
Lacul este cunoscut în primul rând prin insulele sale: 
- Herrenchiemsee adăpostește un palat construit de regele Ludovic al II-lea al Bavariei în 1878, denumit Castelul Herrenchiemsee, care nu a fost niciodată terminat, dar s-a vrut a fi o replică a Castelului Versailles din Franța. Multe camere din castel sunt deschise turiștilor; tururi ale castelului și ale întinselor sale terenuri înconjurătoare sunt organizate în timpul verii. De asemenea, acolo se află și un vechi castel (o fostă mănăstire).
- Frauenchiemsee este o insulă mai mică decât Herrenchiemsee și adăpostește o mănăstire benedictină, construită în 782, precum și un mic sat. Călugărițele produc un lichior denumit Klosterlikör (lichior mănăstiresc) și marțipan (pastă de migdale).
- Krautinsel este o insulă nelocuită.

În afară de acestea, există și trei insule foarte mici: Schalch la vest de Fraueninsel (22 m², o salcie) și două insule fără nume, situate la 54 și 80 de metri sud de Krautinsel. Ele au fiecare o suprafață de câțiva metri pătrați și de abia au loc pentru un copac sau arbust.

## Cultură
Chiemsee are un peisaj fermecător care a inspirat numeroși pictori, acesta fiind motivul pentru care există nenumărate opere de artă care se concentrează asupra lacului Chiemsee și a insulelor sale, dar și asupra zonei Chiemgau. În jurul pictorului Paul din Prien s-a format un cerc de pictori, care sunt frecvent menționați ca „Chiemseemaler“. Paul a lăsat comunei, după moarte, imaginile sale, care a organizat o expoziție permanentă a lucrărilor sale.
Termenul Goldener Chiemsee-Kessel se referă la „cazanele de cult“ fabricate în perioada național-socialismului în Germania, asemănătoare cu cele fabricate în perioada celtică.

## Sport și recreere

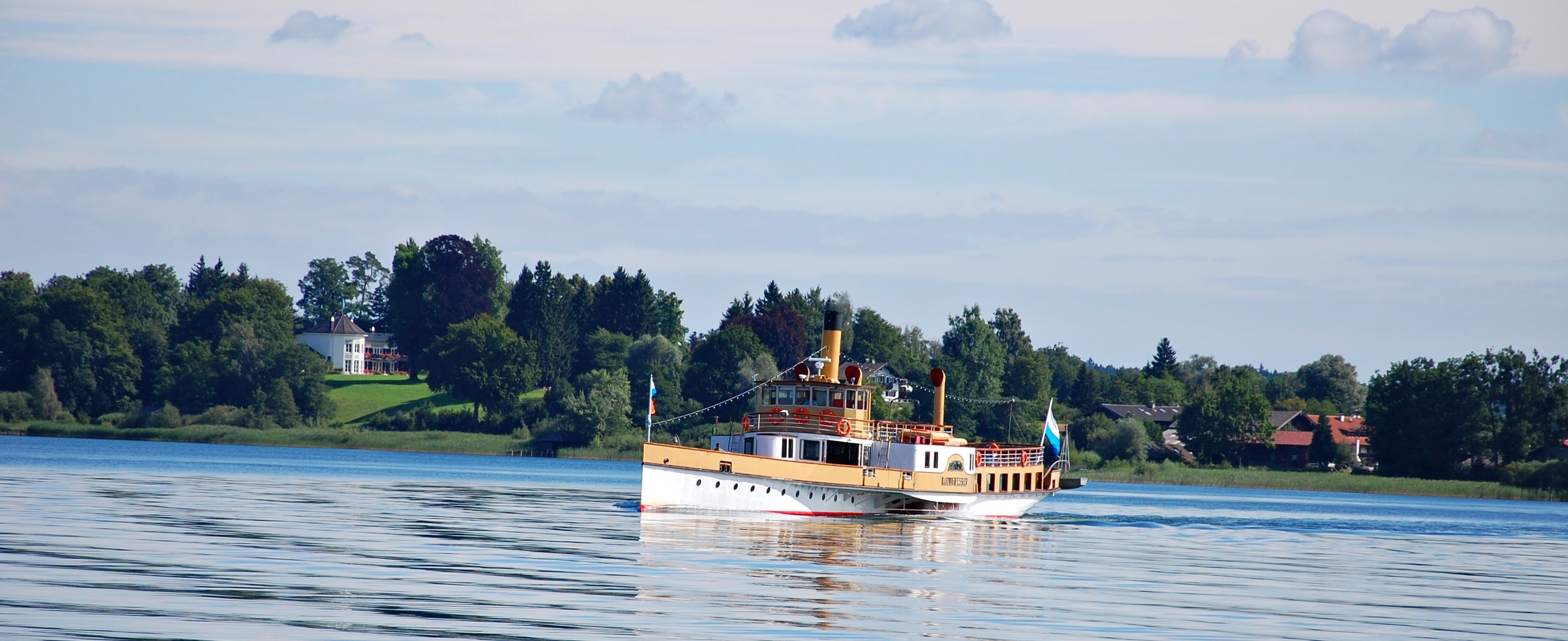
Excursii populare cu vaporul cu zbaturi Ludwig Fessler

Lacul este, de asemenea, un loc important de agrement pentru locuitorii regiunilor din jur. În afară de scăldat în diferite locații din jurul lacului se poate naviga pe Chiemsee; la debarcadere se află bărci cu vâsle și hidrobiciclete. Circulația bărcilor cu motor este permisă numai cu o autorizație specială și în condiții stricte; bărcile electrice, cu toate acestea, sunt mult mai frecvente. Bărcile cu motor sau electrice au nevoie, de asemenea, de vele cu o lungime mai mare de 9.20 m sau cu un motor auxiliar de 4 kW, iar facilitățile de locuire, de gătit și sanitare trebuie să fie certificate de către autoritățile districtului Traunstein și să obțină un acord de la Departamentul Castelelor Bavareze. În mod logic, același lucru este valabil și pentru amplasarea de balize sau piloni. De asemenea, scufundările sunt permise numai cu aprobarea Oficiului Districtual.
Bicicliștii și pietonii folosesc o potecă de-a lungul lacului Chiemsee care merge pe malul apei și permite o vedere bună asupra lacului.
Ce face Chiemsee atât de special: pe lângă natura frumoasă și o varietate de sporturi nautice, destinația populară se mândrește cu o ofertă culturală largă. Palatul Herrenchiemsee , cunoscut și sub numele de „micul Versailles”, este situat pe Herreninsel, una dintre cele două insule de pe lac care pot fi vizitate pe tot parcursul anului. În imediata sa vecinătate se află Fraueninsel, mai mică, cu Mănăstirea Frauenwörth. Ambele destinații pot fi accesibile convenabil. cu barca Iarna, când gheața de pe lac este suficient de groasă, poți chiar să mergi pe insule.

## Imagini

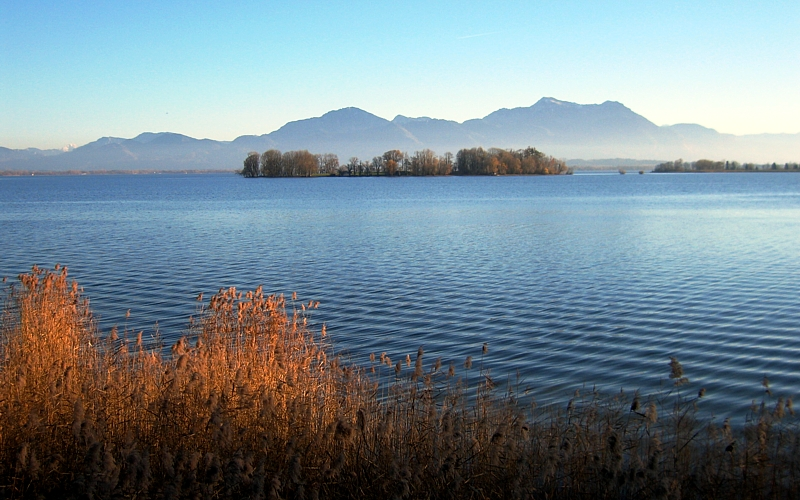
Chiemsee
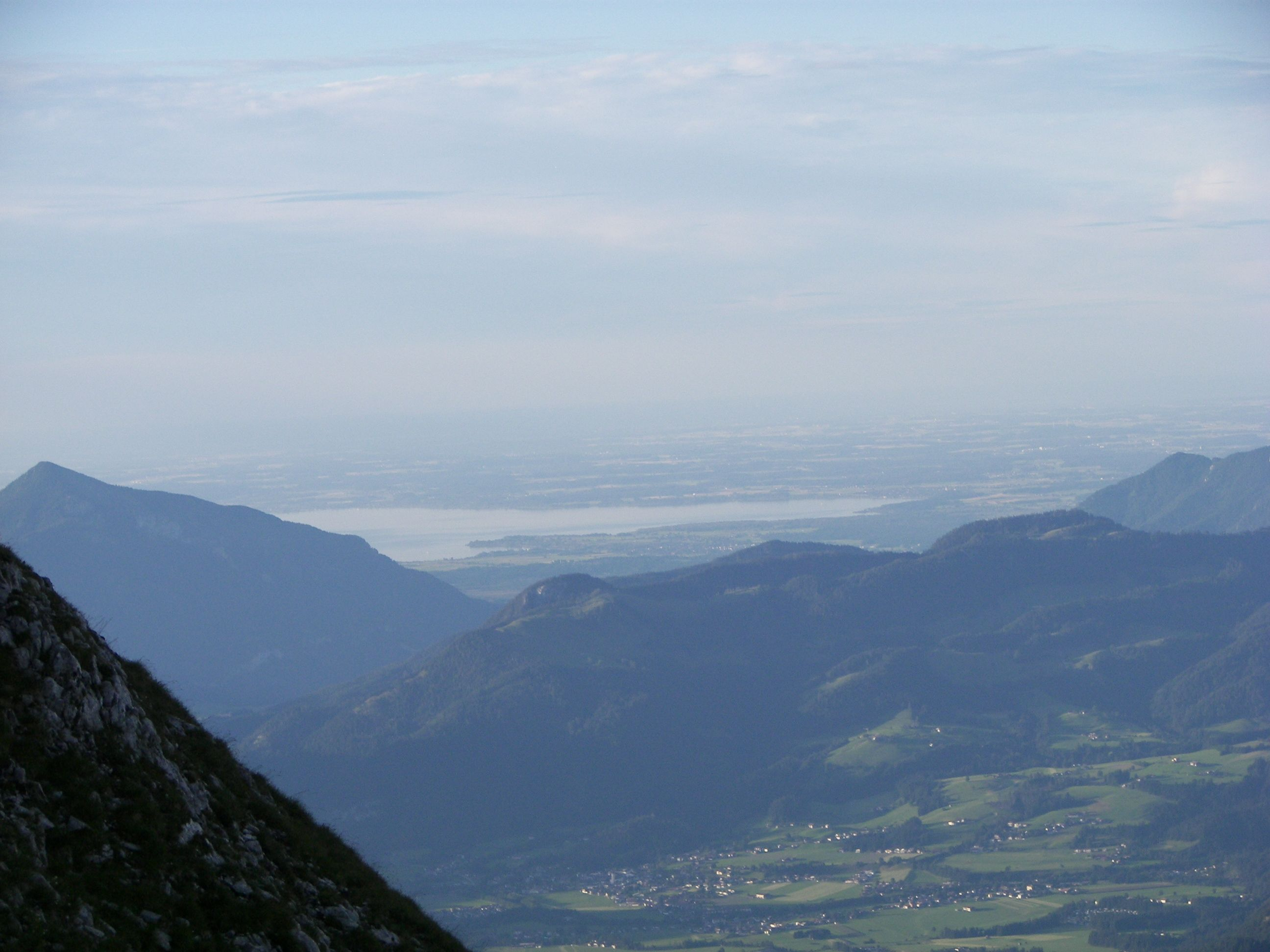
Malul estic al lacului Chiemsee, văzut din Maukspitze (Wilder Kaiser)
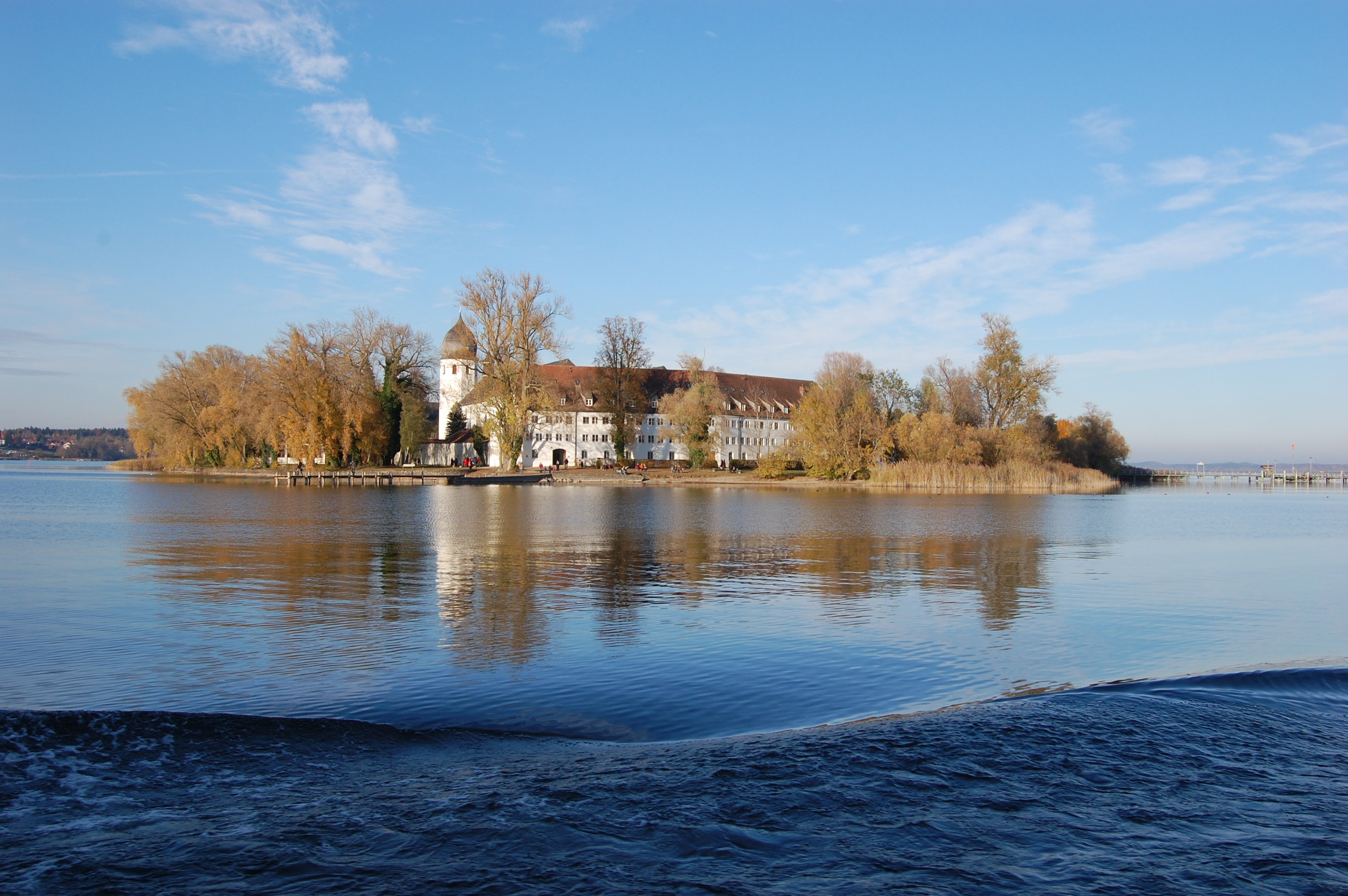
Fraueninsel (noiembrie 2009)
Peter von Hess: Am Chiemsee, mijlocul secolului al XIX-lea
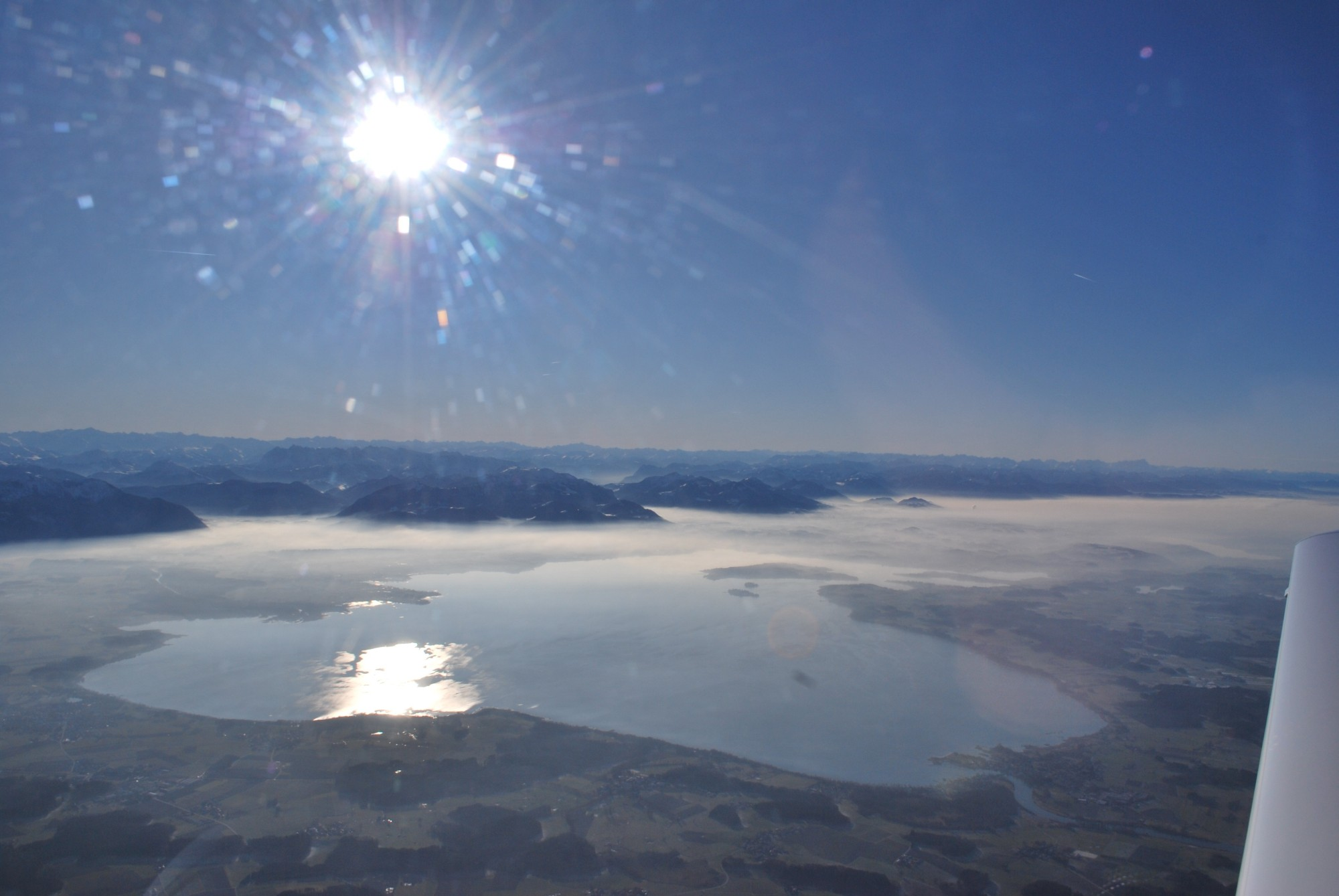
Fotografie aeriană de iarnă a lacului Chiemsee
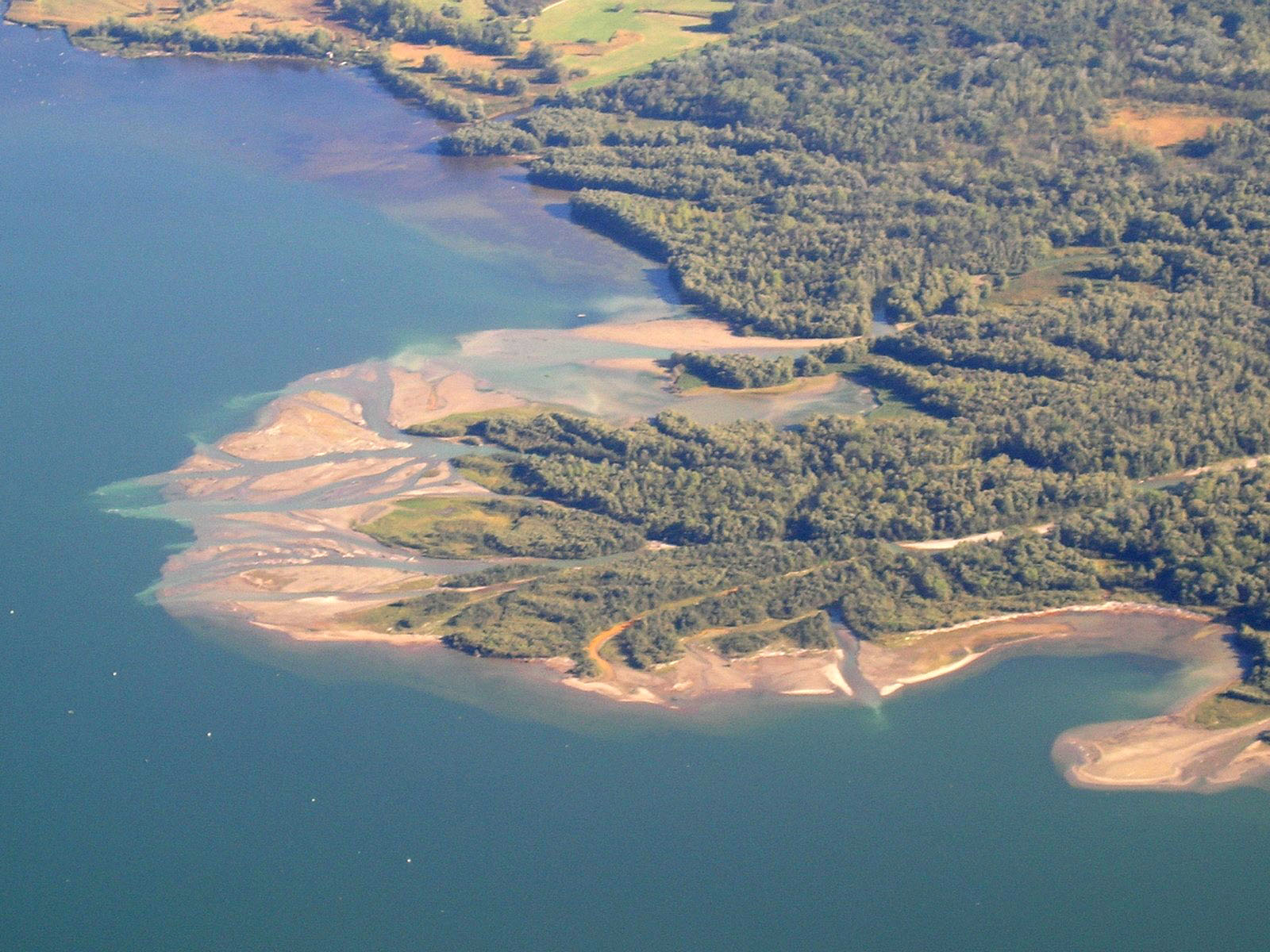
Delta râului Tiroler Achen
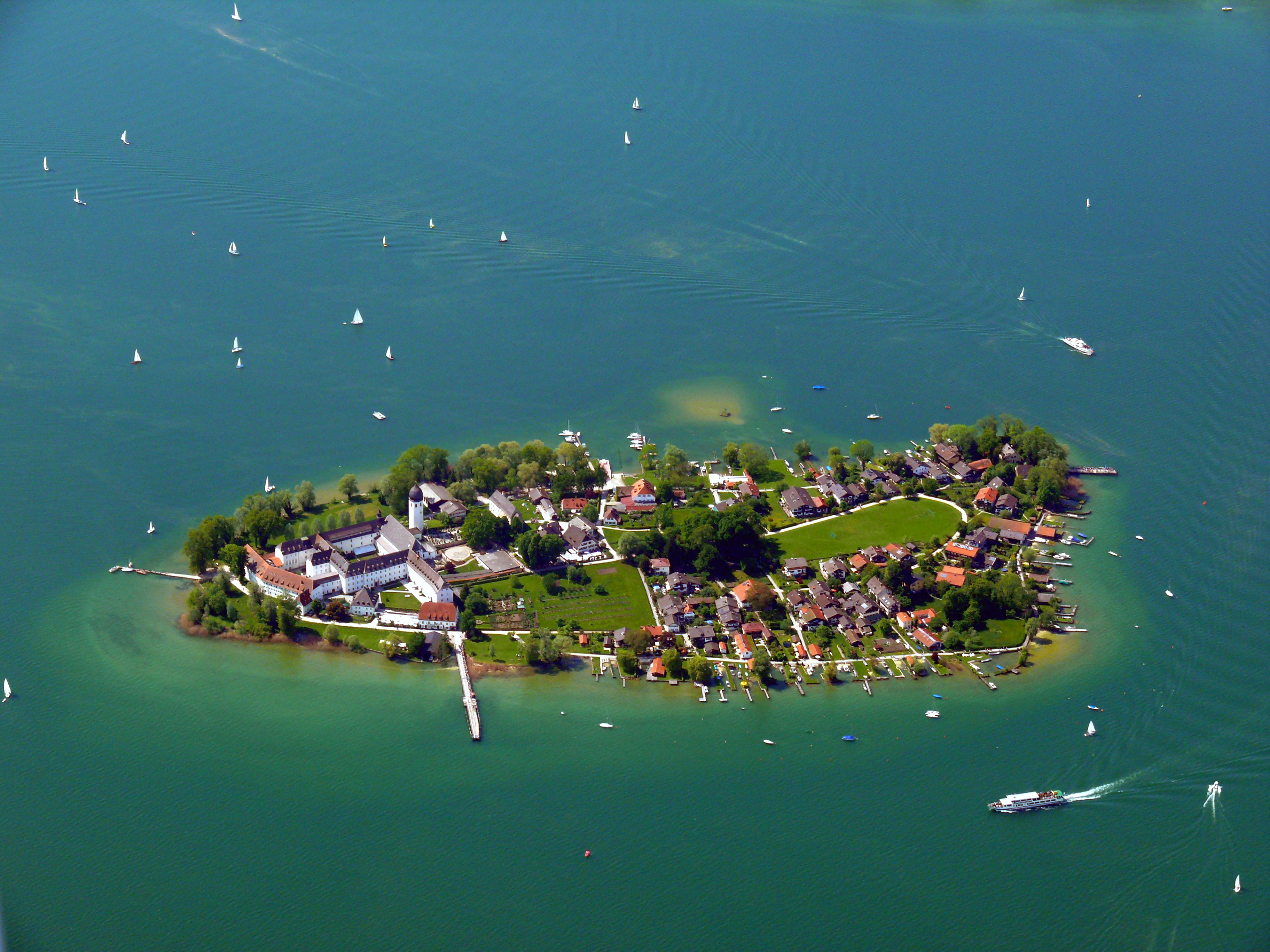
Fraueninsel
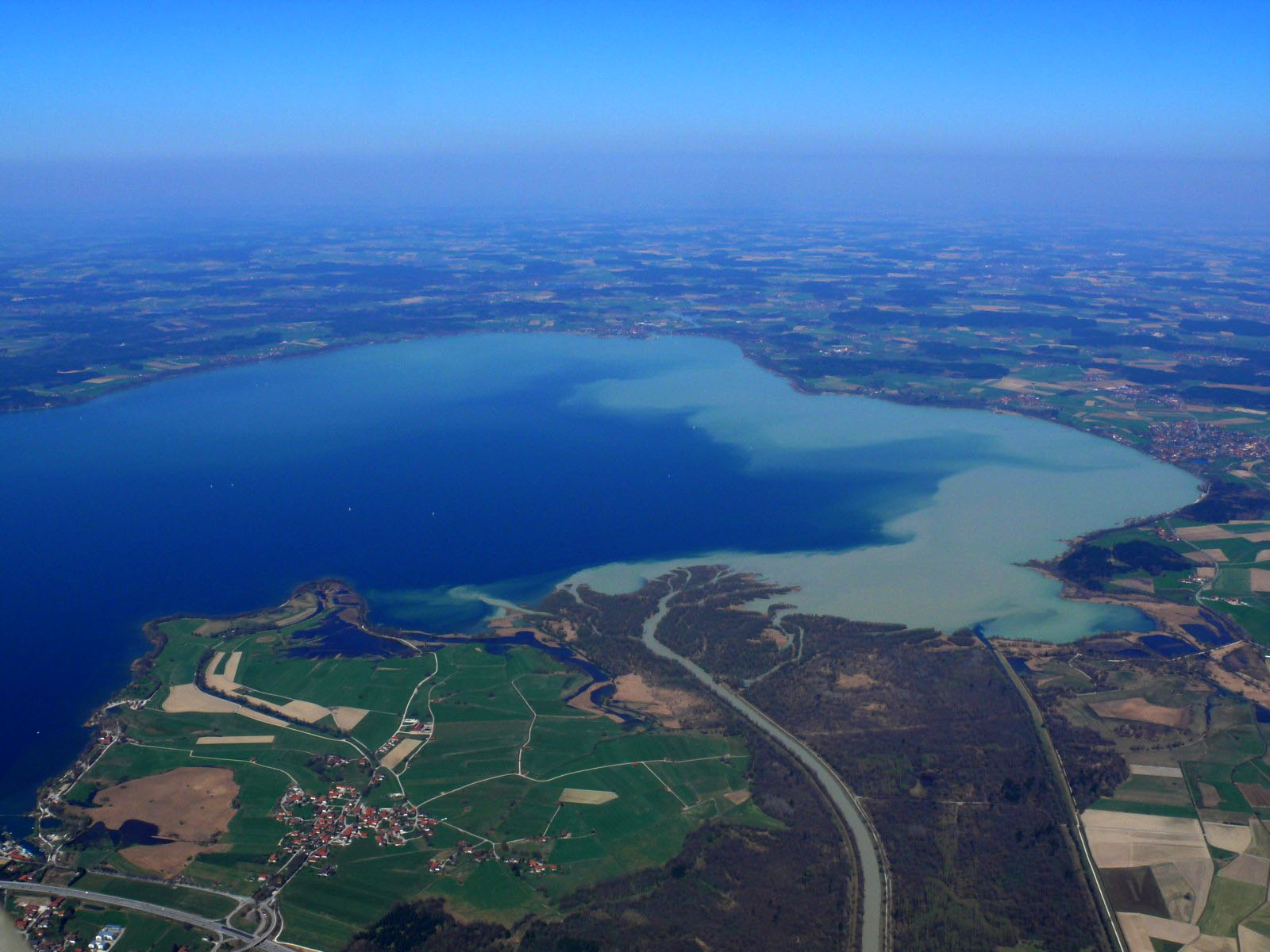
Vărsarea râului Tiroler Achen
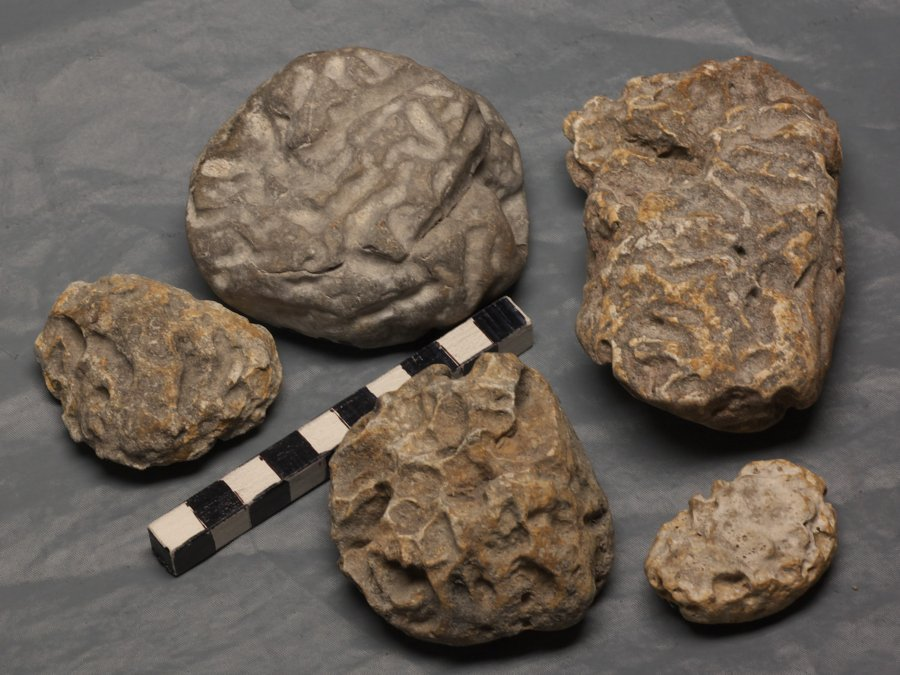
Bucăți de rocă din Chiemsee
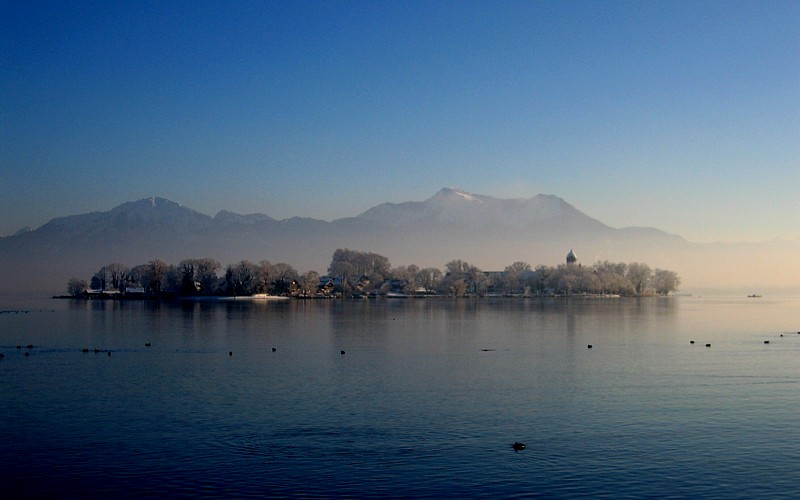
Fraueninsel văzută iarna
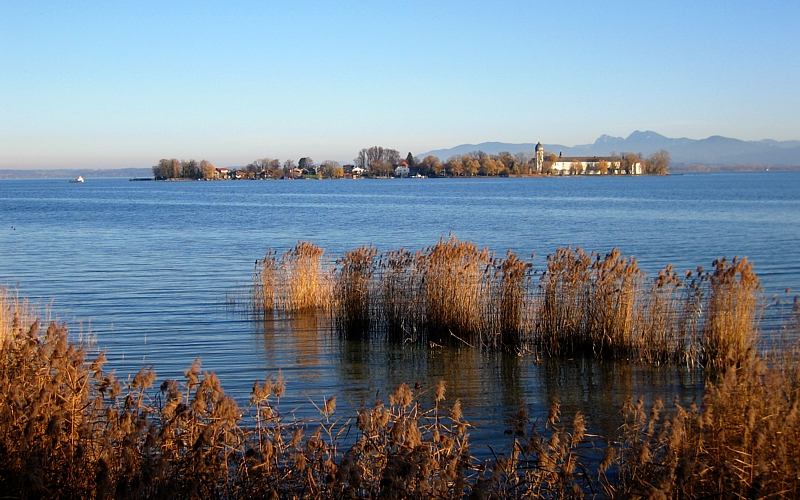
Fraueninsel cu mănăstirea
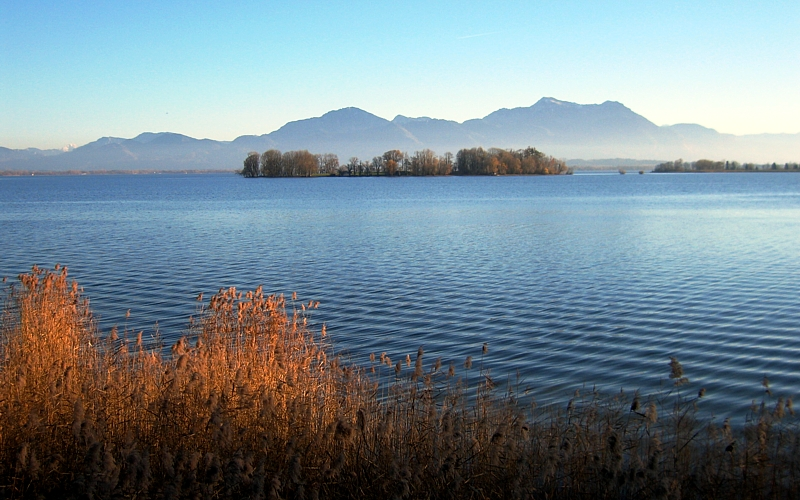
Krautinsel
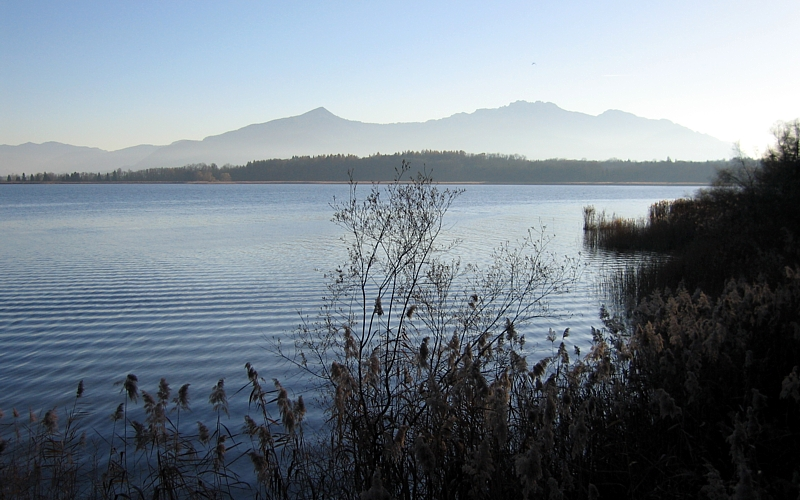
Herreninsel
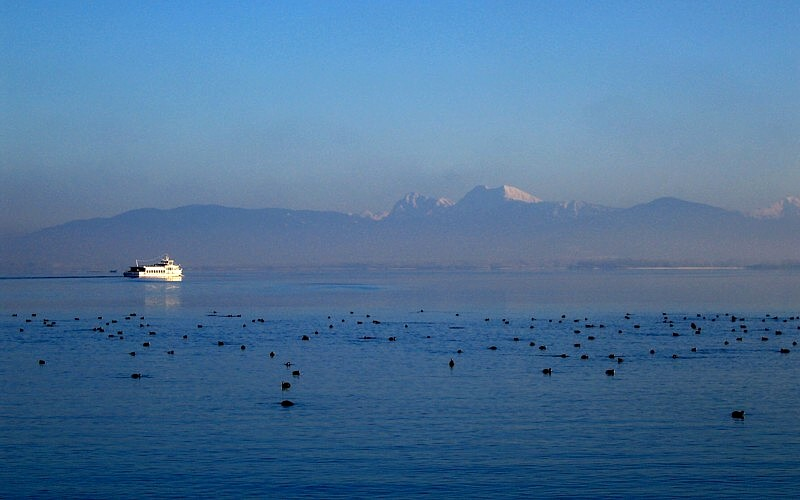
Chiemsee văzut iarna
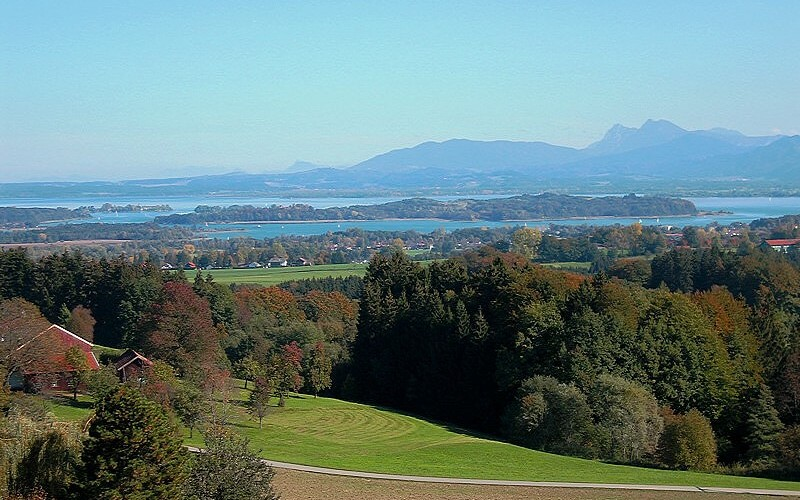
Chiemsee văzut toamna
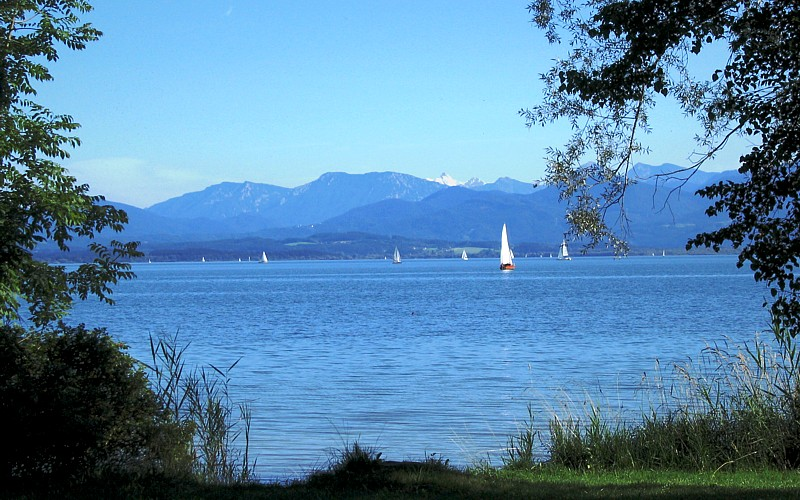
Chiemsee văzut vara
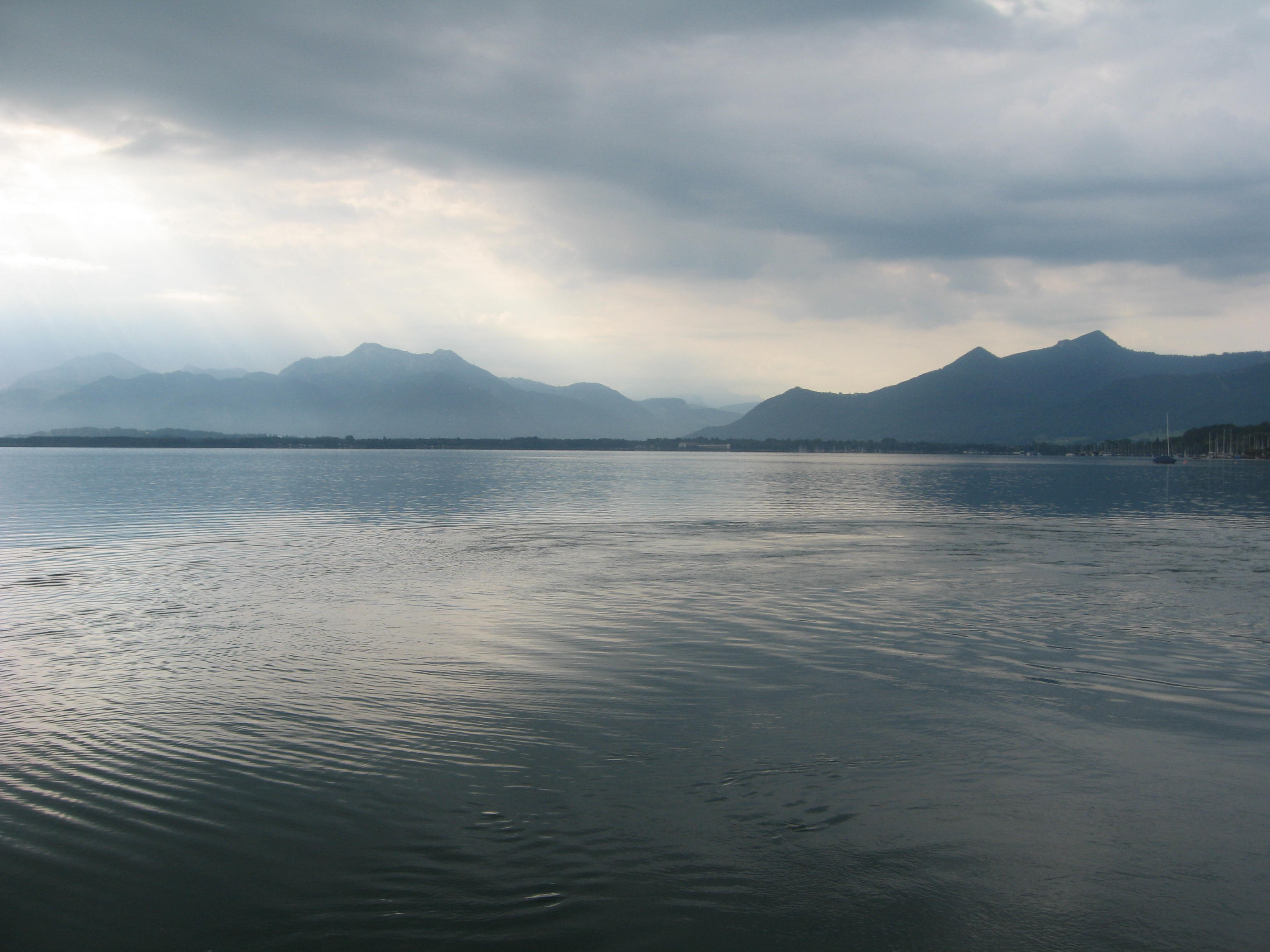
Vedere a munților Alpi de pe Chiemsee într-o zi ploioasă
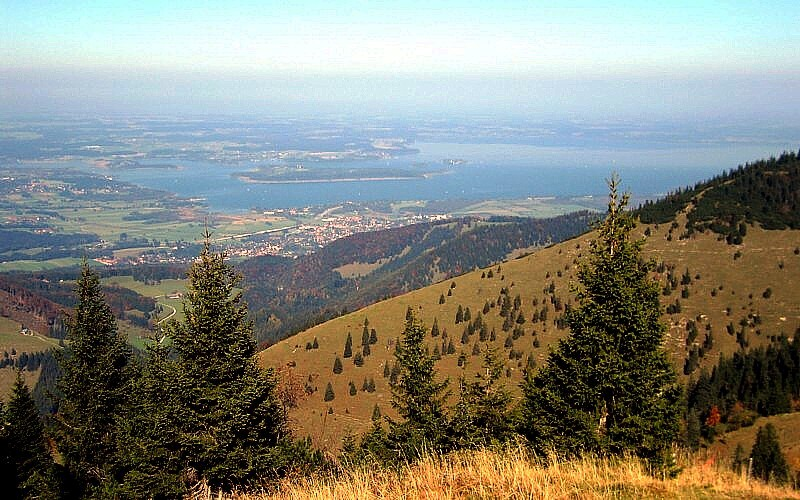
Vedere din Alpi
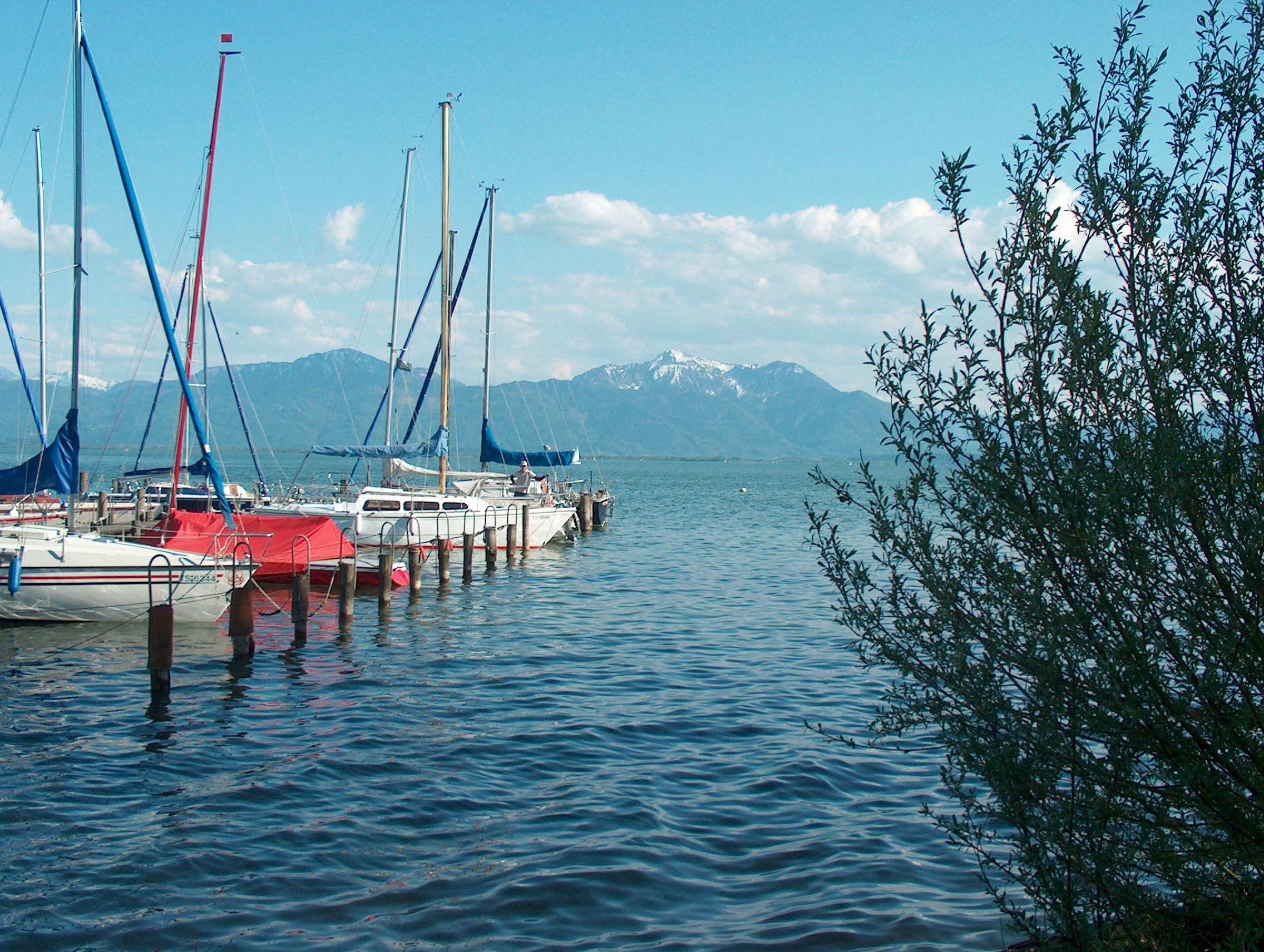
Ambarcațiuni pe Chiemsee
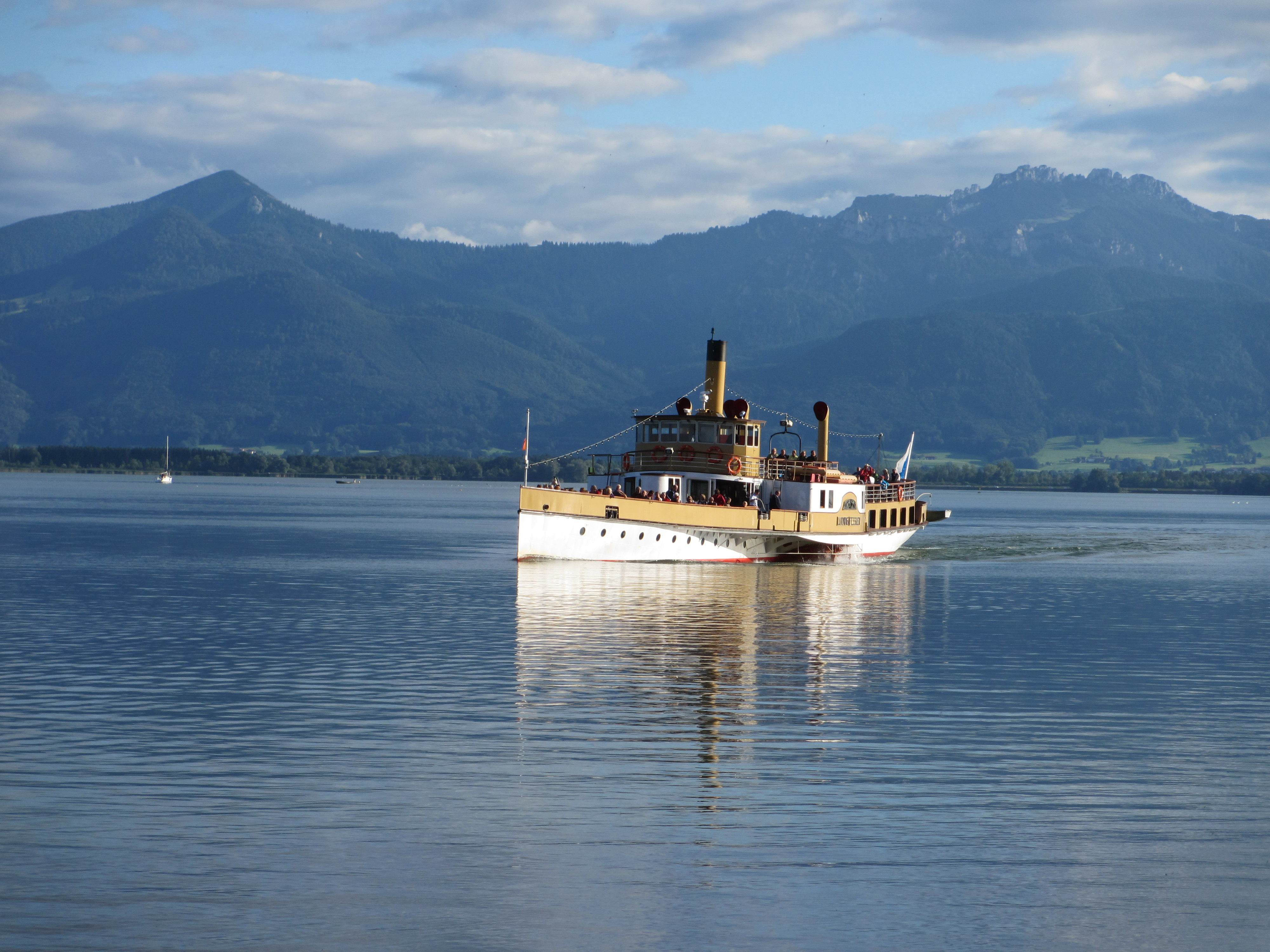
Vaporul Ludwig Fessler pe Chiemsee

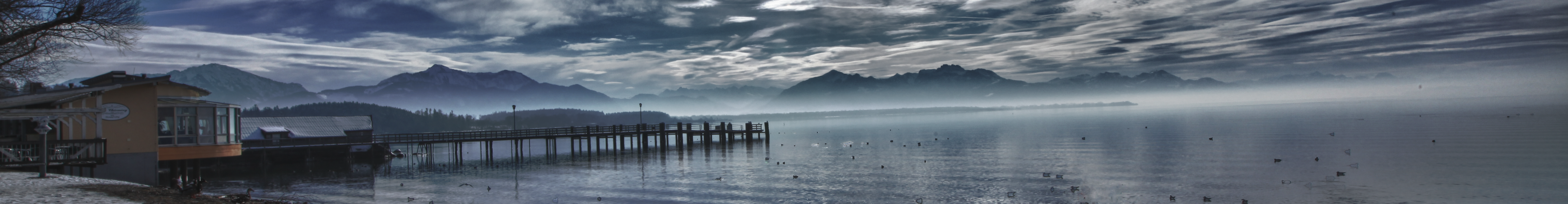
Panorama lacului Chiemsee – cu podul Chieming
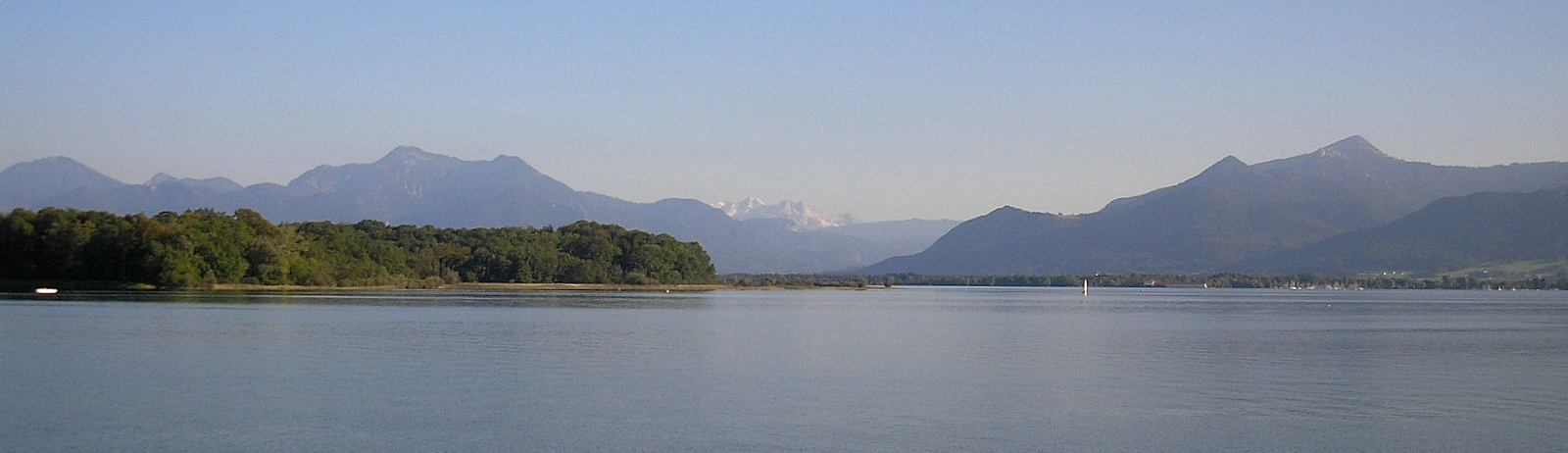
Herreninsel cu munții din Chiemgau